# Erwin Neher
Pour les articles homonymes, voir Neher.
Erwin Neher, né le 20 mars 1944 à Landsberg am Lech en Bavière, est un chimiste et biophysicien allemand. Il reçut conjointement avec Bert Sakmann le prix Nobel de physiologie ou médecine en 1991 pour leurs découvertes des fonctions des canaux ioniques isolés dans les cellules. Les deux scientifiques étant à l'origine du développement de la technique du patch-clamp, qui fut à la base de leurs découvertes. Le professeur Neher est directeur de l'institut Max-Planck de chimie biophysique de Göttingen et directeur du département de biophysique membranaire.

## Biographie
Erwin Neher est le fils de Franz Xaver Neher, un employé d'une entreprise de produits laitiers et d'Elisabeth Neher, une institutrice de formation. Il fréquenta le lycée des Maristen-Schulbrüder à Mindelheim. Très tôt il s'intéressa à la cybernétique. Il étudia la physique à partir de 1963 à l'Université technologique de Munich, ambitionnant de devenir biophysicien, et à partir de 1966 à l'Université du Wisconsin grâce à une bourse d'études du programme Fulbright.
Il soutint une thèse à l'institut Max-Planck de psychiatrie de Munich et obtint son doctorat en 1970, dans le laboratoire où il rencontra Bert Sakmann. À partir de 1976, Erwin Neher et Bert Sakmann eurent conjointement un laboratoire pour jeunes chercheurs (Young Investigator Laboratory), dans lequel il poursuivirent leurs recherches.
En 1994, il devient membre étranger de la Royal Society.

## Récompenses et distinctions
- Prix Nobel de physiologie ou médecine en 1991
- Professeur émérite de l'université de Göttingen
- Docteur honoris causa de 10 université (Hasselt en 1988[1]) sur 4 continents.
- Prix Gottfried Wilhelm Leibniz en 1987.